# Prvenstvo Hrvatske u nogometu za pionire 2002./03.
Pionirski prvaci Hrvatske u nogometu za sezonu 2002./03. su bili nogometaši Zagreba.

## Prvi rang
Prvo je igrano po regijama HNS-a, a potom završnica u koju su se plasirali prvaci regija jednokružnim liga-sustavom.

### Završnica
Igrano od 20. do 22. lipnja 2003. u Koprivnici.
| mj | klub                     | ut | pob | ner | por | gol+ | gol- | bod |
| -- | ------------------------ | -- | --- | --- | --- | ---- | ---- | --- |
| 1. | Zagreb                   | 4  | 3   | 1   | 0   | 7    | 3    | 10  |
| 2. | Slaven Belupo Koprivnica | 4  | 3   | 0   | 1   | 4    | 2    | 9   |
| 3. | Hajduk Split             | 4  | 1   | 2   | 1   | 10   | 5    | 5   |
| 4. | Rijeka                   | 4  | 0   | 2   | 2   | 4    | 7    | 2   |
| 5. | Osijek                   | 4  | 0   | 1   | 3   | 2    | 10   | 1   |